# شليويح العطاوي
شليويح بن ماعز بن عواد المهيدلي العطاوي العتيبي فارس وشاعر ومؤسس إمارة آل شليويح حيث أنه لم يكن من بيت إمارة وقد بدأت عليه علامات الفروسية عند بلوغه 13 عاماً ووضع لنفسه مكانة عالية في قبيلة عتيبة واصبح أميرآ لقبيلته «المهادلة» واشتهر بالكرم والشجاعة وكان شاعراً مميزاً وله الكثير من القصائد المعبرة ومن اشهرها قصيدة وقعة طلال المشهورة.

## نسبه ونشأته
هو شليويح بن ماعز بن عواد بن مغصن بن حمد بن مهيدل بن محمد بن عطية بن منصور بن مزحم بن زاحم بن روق، من الروقة من عتيبة المهيدلي العطاوي العتيبي، ولد الفارس شليويح في حدود عام 1208هـ تقريباً حسب ماتناقله الرواة الثقات وكان مولده في الحجاز ونشأ في بيئته البدوية الأصيلة التي كانت تسمو وتتزين بالعوائد البدوية العربية النبيلة. وعاش شليويح مع خاله مشعان أول حياته وعلمه الحنشلة، ثم الفروسية واكتفى خاله فيه وترك المغازي وأخذ شليويح يغزو ويكسب.

## وفاته
توفي شليويح في عام 1292هـ تقريباً في معركة في «جو» شمال المزاحمية وقد قتل وهو على فرسه.

## أبناؤه وأخوته
له من الأبناء بحسب الأكبر سناً:
- ضيف الله[8]
- زبار[بحاجة لمصدر]
- فاجر[9]
- قاعد[8]
- فارع[8]

ومن البنات:
- العاتي

وله من الأخوة:
- بخيت[4]
- مشحن[4]

والأخوات:
- 1- دلال
- 2- سكره